# 韋瑟比萊克 (密蘇里州)
韋瑟比萊克（英語：Weatherby Lake）是位於美國密蘇里州普拉特縣的城市。

## 人口
根據2020年美國人口普查的數據，韋瑟比萊克的面積為3.47平方千米，當中陸地面積為2.66平方千米，而水域面積為0.80平方千米。當地共有人口2077人，而人口密度為每平方千米599人。